# Maša Čorak
Maša Čorak, rozená Utkovićová (* 1983, Rijeka), je chorvatská politička a předsedkyně Pirátské strany Chorvatska. V roce 2014 byla spolupředsedkyní Pirátské internacionály.

## Životopis
Maša Čorak se narodila v roce 1983 v Rijece. Absolvovala bakalářské studium ekonomie na rijeckém studijním středisku Hesenské vysoké školy pro kooperativní vzdělávání (Hessische Berufsakademie), od roku 2014 studuje na polytechnické univerzitě Veleučilište v Rijece.
Je zakládající členkou Pirátské strany Chorvatska a od jejího založení je opakovaně volenou předsedkyní strany. V roce 2013 byla PS vyslána jako oficiální zástupce pro založení Evropské pirátské strany. Dne 13. dubna 2014 byla na konferenci Internacionály pirátských stran v Paříži zvolena do dvojího vedení předsednictva spolu s Belgičanem Koenem de Voegtem.
V roce 2013 kandidovala jako lídryně své strany ve volbách do Evropského parlamentu v Chorvatsku. Strana však nezískala potřebný počet hlasů.